# Clasificación para la Copa Africana de Naciones Femenina 2026
La Clasificación para la Copa Africana de Naciones Femenina 2026 fue una competición de fútbol femenino que decidió a los equipos participantes de la Copa Africana de Naciones Femenina 2026. Fue la 16.ª edición del torneo bienal de fútbol femenino africano organizado por la Confederación Africana de Fútbol.
Un total de 12 equipos se clasificaron para jugar en el torneo final, incluidos el anfitrión Selección femenina de fútbol de Marruecos que se clasificó automáticamente.

## Formato
Los clasificatorios africanos comenzarán el 17 de febrero de 2025 y contarán con dos rondas de competencia. En la primera ronda, los equipos clasificados en el puesto 7 o inferior se enfrentarán en 16 eliminatorias, que se jugarán con formato de ida y vuelta . Los 16 ganadores avanzarán a la segunda ronda, donde se unirán a ellos los 6 equipos mejor clasificados que recibieron un pase directo. La segunda ronda constará de 11 eliminatorias, que también se jugarán con formato de ida y vuelta. Los 11 ganadores asegurarán su lugar en el torneo final en Marruecos.
Si el marcador global es de empate después del partido de vuelta, se aplicará la regla de los goles de visitante y, si sigue habiendo empate, se realizará una tanda de penaltis (sin prórroga).

## Participantes
Los 53 equipos nacionales de la CAF eran elegibles para participar en la competencia; sin embargo, excluyendo a Marruecos, que se clasificó automáticamente como anfitrión del torneo final, 38 equipos se inscribieron para el torneo clasificatorio. Los seis equipos mejor clasificados según la clasificación de la FIFA recibieron un pase directo a la segunda ronda. En la primera ronda, los equipos se dividen en 16 equipos mejor clasificados y 16 equipos peor clasificados.

## Sorteo
El sorteo de las eliminatorias de la Copa Africana de Naciones Femenina 2026 tuvo lugar el 12 de diciembre de 2024 a las 12:00 GMT.

## Primera ronda
| Equipo 1      | Agr.         | Equipo 2                        | Ida | Vuelta |
| ------------- | ------------ | ------------------------------- | --- | ------ |
| Angola        | 3–3 (5–4 p.) | Zimbabue                        | 2–1 | 1–2    |
| Malaui        | w/o          | Congo                           | –   | –      |
| Botsuana      | 0–2          | República Democrática del Congo | 0–2 | 0–0    |
| Tanzania      | 4–2          | Guinea Ecuatorial               | 3–1 | 1–1    |
| Uganda        | 2–2 (4–5 p.) | Etiopía                         | 2–0 | 0–2    |
| Suazilandia   | 0–4          | Namibia                         | 0–3 | 0–1    |
| Burundi       | 1–5          | Burkina Faso                    | 0–1 | 1–4    |
| Yibuti        | 0–10         | Togo                            | 0–5 | 0–5    |
| Sudán del Sur | 0–8          | Argelia                         | 0–5 | 0–3    |
| Ruanda        | 2–3          | Egipto                          | 0–1 | 2–2    |
| Kenia         | 1–0          | Túnez                           | 0–0 | 1–0    |
| Níger         | 1–4          | Gambia                          | 0–2 | 1–2    |
| Benín         | 5–2          | Sierra Leona                    | 2–1 | 3–1    |
| Guinea        | 3–6          | Cabo Verde                      | 2–2 | 1–4    |
| Gabón         | 1–10         | Malí                            | 0–6 | 1–4    |
| Chad          | w/o          | Senegal                         | –   | –      |

### Angola vs Zimbabue
| 20 de febrero de 2025 | Angola              | 2:1 | Zimbabue        | Estadio Joaquim Dinis, Luanda, Angola |               |
| 16:00 UTC+01:00       | - Ary Papel 1', 73' |     | - Mucherera 17' | Árbitra: [[]]                         | Árbitra: [[]] |

| 26 de febrero de 2025 | Zimbabue                                    | 2:1 (4:5 p.)               | Angola                                                  | Estadio Lucas Moripe, Pretoria, Sudáfrica |                                 |
| 15:00 UTC+02:00       | - Chinyerere 35' - Katona 44'               |                            | - Ary Papel 78'                                         | Árbitra: Aline Guimbang A Etong           | Árbitra: Aline Guimbang A Etong |
|                       |                                             | Tiros desde el punto penal |                                                         |                                           |                                 |
|                       | - Ncube - Nyagumbo - Kaitano - 17 - Magwede |                            | - Cristina - Margareth - Ketcha - Docarsia - Ngonguinha |                                           |                                 |

### Malaui vs Congo
| 20 de febrero de 2025 | Malaui | Cancelado | Congo | Estadio Nacional Bingu, Lilongüe |               |
| 15:00 UTC+02:00       |        |           |       | Árbitra: [[]]                    | Árbitra: [[]] |

| 26 de febrero de 2025 | Congo | Cancelado | Malaui | Estadio Alphonse Massemba-Débat, Brazzaville |               |
| 15:30 UTC+01:00       |       |           |        | Árbitra: [[]]                                | Árbitra: [[]] |

Malaui ganó fácilmente y avanzó a la segunda ronda después de que Congo se retirara antes del partido de ida debido a la falta de competencia y preparación.

### Botsuana vs República Democrática del Congo
| 20 de febrero de 2025 | Botsuana | 0:2 | República Democrática del Congo       | Estadio Francistown, Francistown |               |
| 15:00 UTC+02:00       |          |     | - Gaofetoge 1' (a.g.) - Mabomba 90+8' | Árbitra: [[]]                    | Árbitra: [[]] |

| 26 de febrero de 2025 | República Democrática del Congo | 0:0 | Botsuana | Estadio de los Mártires, Kinsasa |               |
| 17:00 UTC+01:00       |                                 |     |          | Árbitra: [[]]                    | Árbitra: [[]] |

### Tanzania vs Guinea Ecuatorial
| 20 de febrero de 2025 | Tanzania                                   | 3:1 | Guinea Ecuatorial | Estadio Chamazi, Dar es-Salam |               |
| 16:00 UTC+03:00       | - Athumani 49' - Kasonga 55' - Msewa 90+1' |     | - Midje 42'       | Árbitra: [[]]                 | Árbitra: [[]] |

| 26 de febrero de 2025 | Guinea Ecuatorial | 1:1 | Tanzania      | Estadio de Malabo, Malabo |                        |
| 19:00 UTC+01:00       | - Chuigoué 9'     |     | - Kasonga 73' | Árbitra: Mercy Mayimbo    | Árbitra: Mercy Mayimbo |

### Uganda vs Etiopía
| 21 de febrero de 2025 | Uganda                         | 2:0 | Etiopía | Estadio Nakivubo, Kampala, Uganda |               |
| 16:00 UTC+03:00       | - Namuleme 90' - Ikwaput 90+3' |     |         | Árbitra: [[]]                     | Árbitra: [[]] |

| 26 de febrero de 2025 | Etiopía                                              | 2:0 (5:4 p.)               | Uganda                                                            | Estadio Abebe Bikila, Addis Ababa, Etiopía |                         |
| 15:00 UTC+03:00       | - Kalsa 66' - Girma 90+6'                            |                            |                                                                   | Árbitra: Patience Ndidi                    | Árbitra: Patience Ndidi |
|                       |                                                      | Tiros desde el punto penal |                                                                   |                                            |                         |
|                       | - Addissu - Daniel - Girma - Feleke - Wakuma - Amare |                            | - Namuleme - Nabirye - Nabbumba - Nabulime - Nandede - Kobusobozi |                                            |                         |

### Suazilandia vs Namibia
| 21 de febrero de 2025 | Suazilandia | 0:3 | Namibia                                  | Estadio Nacional Somhlolo, Lobamba, Suazilandia |                          |
| 15:00 UTC+02:00       |             |     | - Vliete 2' - Kooper 18' - Kanyama 90+4' | Árbitra: Suavis Iratunga                        | Árbitra: Suavis Iratunga |

| 26 de febrero de 2025 | Namibia   | 1:0 | Suazilandia | Estadio Dobsonville, Johannesburgo, Sudáfrica |               |
| 15:00 UTC+02:00       | - Blou 3' |     |             | Árbitra: [[]]                                 | Árbitra: [[]] |

### Burundi vs Burkina Faso
| 23 de febrero de 2025 | Burundi | 0:1 | Burkina Faso    | Estadio Mamadou Konaté, Bamako, Mali |                           |
| 16:00 UTC+00:00       |         |     | - M. Traoré 24' | Árbitra: Bouchra Karboubi            | Árbitra: Bouchra Karboubi |

| 26 de febrero de 2025 | Burkina Faso                        | 4:1 | Burundi          | Estadio del 26 de Marzo, Bamako, Mali |               |
| 16:00 UTC+00:00       | - Kabré 19', 44', 90' - Millogo 63' |     | - Habonimana 84' | Árbitra: [[]]                         | Árbitra: [[]] |

### Yibuti vs Togo
| 21 de febrero de 2025 | Yibuti | 0:5 | Togo                                                        | Estadio de Kégué, Lomé, Togo |                          |
| 16:00 UTC+00:00       |        |     | - Woedikou 9', 58' - Gnintegma 45+1' - Dogli 47' - Sama 77' | Árbitra: Gloria Sambumba     | Árbitra: Gloria Sambumba |

| 26 de febrero de 2025 | Togo                                                          | 5:0 | Yibuti | Estadio de Kégué, Lomé, Togo |                        |
| 16:00 UTC+00:00       | - Sama 27' - N'djambara 58' - Gnintegma 81', 87' - Badate 85' |     |        | Árbitra: Isatou Touray       | Árbitra: Isatou Touray |

### Sudán del Sur vs Argelia
| 19 de febrero de 2025 | Sudán del Sur | 0:5 | Argelia                                                                   | Estadio de Yuba, Yuba (Sudán del Sur) |                                |
| 16:00 UTC+03:00       |               |     | - Taleb Muller 19' - Abadou 41', 86' - Bouhani 49' - Karchouni 56' (pen.) | Árbitra: Richy Nganda Madiamba        | Árbitra: Richy Nganda Madiamba |

| 25 de febrero de 2025 | Argelia                                 | 3:0 | Sudán del Sur | Estadio Mustapha Tchaker, Blida, Argelia |               |
| 19:00 UTC+01:00       | - Karchouni 15', 89' - Taleb Muller 53' |     |               | Árbitra: [[]]                            | Árbitra: [[]] |

### Ruanda vs Egipto
| 21 de febrero de 2025 | Ruanda | 0:1 | Egipto    | Estadio Regional Nyamirambo, Kigali, Ruanda |                          |
| 15:00 UTC+02:00       |        |     | Essam 64' | Árbitra: Sylvina Garnett                    | Árbitra: Sylvina Garnett |

| 25 de febrero de 2025 | Egipto                 | 2:2 | Ruanda              | Estadio del Canal de Suez, Ismailía, Egipto |                        |
| 18:00 UTC+02:00       | - Tarek 6' - Essam 68' |     | - Zawadi 26', 90+5' | Árbitra: Marietou Fall                      | Árbitra: Marietou Fall |

### Kenia vs Túnez
| 21 de febrero de 2025 | Kenia | 0:0 | Túnez | Estadio Nacional Nyayo, Nairobi, Kenia |               |
| 15:00 UTC+02:00       |       |     |       | Árbitra: [[]]                          | Árbitra: [[]] |

| 26 de febrero de 2025 | Túnez | 0:1 | Kenia        | Estadio Olímpico de Susa, Susa (Túnez), Túnez |                            |
| 14:00 UTC+01:00       |       |     | - Engesha 4' | Árbitra: Vincentia Amedome                    | Árbitra: Vincentia Amedome |

### Níger vs Gambia
| 19 de febrero de 2025 | Níger | 0:2 | Gambia                   | Estadio General Seyni Kountché, Niamey, Níger |                        |
| 16:00 UTC+01:00       |       |     | - Sonko 19' - Kanteh 41' | Árbitra: Aline Umutoni                        | Árbitra: Aline Umutoni |

| 24 de febrero de 2025 | Gambia                    | 2:1 | Níger            | Estadio Lat-Dior, Thiès, Senegal |                          |
| 14:00 UTC+00:00       | - Darboe 11' - Kanteh 25' |     | - Ahmed Sidi 23' | Árbitra: Dorsaf Ganouati         | Árbitra: Dorsaf Ganouati |

### Benín vs Sierra Leona
| 20 de febrero de 2025 | Benín                       | 2:1 | Sierra Leona       | Estadio de Kégué, Lomé, Togo |               |
| 17:00 UTC+00:00       | - Gbedjissi 24', 45' (pen.) |     | - K. A. Kamara 36' | Árbitra: [[]]                | Árbitra: [[]] |

| 24 de febrero de 2025 | Sierra Leona        | 1:3 | Benín                                                | Complejo Deportivo Samuel Kanyon Doe, Monrovia, Liberia |               |
| 16:00 UTC+00:00       | - K. Z. Brima 90+6' |     | - Ahouassou 38' - Honfo 44' - Gbedjissi 90+2' (pen.) | Árbitra: [[]]                                           | Árbitra: [[]] |

### Guinea vs Cabo Verde
| 21 de febrero de 2025 | Guinea                                 | 2:2 | Cabo Verde                  | Estadio Lat-Dior, Thiès, Senegal |                      |
| 15:30 UTC+00:00       | - A. Camara 62' - Moreira 90+5' (a.g.) |     | - Fortes 42' - da Luz 45+1' | Árbitra: Ghada Mehat             | Árbitra: Ghada Mehat |

| 26 de febrero de 2025 | Cabo Verde                                    | 4:1 | Guinea            | Estadio Nacional de Cabo Verde, Praia, Cabo Verde |               |
| 16:00 UTC+01:00       | - Moreira 11' - Pereira 22', 28' - da Luz 87' |     | - Mar. Camara 30' | Árbitra: [[]]                                     | Árbitra: [[]] |

### Gabón vs Malí
| 20 de febrero de 2025 | Gabón | 0:6 | Malí                                                                      | Estadio de Franceville, Franceville, Gabón |                         |
| 15:30 UTC+01:00       |       |     | - A. Traoré 3', 7' - A. Diarra 20', 34' - F. Dembele 55' - F. Niakaté 74' | Árbitra: Zakia El Grini                    | Árbitra: Zakia El Grini |

| 25 de febrero de 2025 | Malí                                                             | 4:1 | Gabón                  | Estadio del 26 de Marzo, Bamako, Mali |               |
| 17:00 UTC+00:00       | - A. Diarra 22' (pen.) - S. Diarra 36' - Sogoré 43' - Tapily 82' |     | - Assengone 81' (pen.) | Árbitra: [[]]                         | Árbitra: [[]] |

### Chad vs Senegal
| 21 de febrero de 2025 | Chad | Cancelado | Senegal | Estadio Houphouët-Boigny, Abiyán, Costa de Marfil |               |
| 16:00 UTC+00:00       |      |           |         | Árbitra: [[]]                                     | Árbitra: [[]] |

| 26 de febrero de 2025 | Senegal | Cancelado | Chad | Estadio Lat-Dior, Thiès, Senegal |               |
| 17:00 UTC+00:00       |         |           |      | Árbitra: [[]]                    | Árbitra: [[]] |

Senegal  ganó la eliminatoria por w/o debido a que Chad se retiró antes del partido de ida po demoras en el proceso de desembolso de los fondos necesarios para los preparativos del partido y la falta de financiación.

## Segunda ronda
| Equipo 1                        | Agr. | Equipo 2        | Ida | Vuelta |
| ------------------------------- | ---- | --------------- | --- | ------ |
| Angola                          | –    | Malaui          | –   | –      |
| República Democrática del Congo | –    | Sudáfrica       | –   | –      |
| Tanzania                        | –    | Etiopía         | –   | –      |
| Namibia                         | –    | Zambia          | –   | –      |
| Burkina Faso                    | –    | Togo            | –   | –      |
| Argelia                         | –    | Camerún         | –   | –      |
| Egipto                          | –    | Ghana           | –   | –      |
| Kenia                           | –    | Gambia          | –   | –      |
| Benín                           | –    | Nigeria         | –   | –      |
| Cabo Verde                      | –    | Malí            | –   | –      |
| Senegal                         | –    | Costa de Marfil | –   | –      |

## Partidos
| octubre de 2025 | Angola | vs. | Malaui | [[]], [[]], [[]] |  |
|                 |        |     |        | Árbitra: [[]]    |  |

| octubre de 2025 | Malaui | vs. | Angola | [[]], [[]], [[]] |  |
|                 |        |     |        | Árbitra: [[]]    |  |

| octubre de 2025 | República Democrática del Congo | vs. | Sudáfrica | [[]], [[]], [[]] |  |
|                 |                                 |     |           | Árbitra: [[]]    |  |

| octubre de 2025 | Sudáfrica | vs. | República Democrática del Congo | [[]], [[]], [[]] |  |
|                 |           |     |                                 | Árbitra: [[]]    |  |

| octubre de 2025 | Tanzania | vs. | Etiopía | [[]], [[]], [[]] |  |
|                 |          |     |         | Árbitra: [[]]    |  |

| octubre de 2025 | Etiopía | vs. | Tanzania | [[]], [[]], [[]] |  |
|                 |         |     |          | Árbitra: [[]]    |  |

| octubre de 2025 | Namibia | vs. | Zambia | [[]], [[]], [[]] |  |
|                 |         |     |        | Árbitra: [[]]    |  |

| octubre de 2025 | Zambia | vs. | Namibia | [[]], [[]], [[]] |  |
|                 |        |     |         | Árbitra: [[]]    |  |

| octubre de 2025 | Burkina Faso | vs. | Togo | [[]], [[]], [[]] |  |
|                 |              |     |      | Árbitra: [[]]    |  |

| octubre de 2025 | Togo | vs. | Burkina Faso | [[]], [[]], [[]] |  |
|                 |      |     |              | Árbitra: [[]]    |  |

| octubre de 2025 | Argelia | vs. | Camerún | [[]], [[]], [[]] |  |
|                 |         |     |         | Árbitra: [[]]    |  |

| octubre de 2025 | Camerún | vs. | Argelia | [[]], [[]], [[]] |  |
|                 |         |     |         | Árbitra: [[]]    |  |

| octubre de 2025 | Egipto | vs. | Ghana | [[]], [[]], [[]] |  |
|                 |        |     |       | Árbitra: [[]]    |  |

| octubre de 2025 | Ghana | vs. | Egipto | [[]], [[]], [[]] |  |
|                 |       |     |        | Árbitra: [[]]    |  |

| octubre de 2025 | Kenia | vs. | Gambia | [[]], [[]], [[]] |  |
|                 |       |     |        | Árbitra: [[]]    |  |

| octubre de 2025 | Gambia | vs. | Kenia | [[]], [[]], [[]] |  |
|                 |        |     |       | Árbitra: [[]]    |  |

| octubre de 2025 | Benín | vs. | Nigeria | [[]], [[]], [[]] |  |
|                 |       |     |         | Árbitra: [[]]    |  |

| octubre de 2025 | Nigeria | vs. | Benín | [[]], [[]], [[]] |  |
|                 |         |     |       | Árbitra: [[]]    |  |

| octubre de 2025 | Cabo Verde | vs. | Malí | [[]], [[]], [[]] |  |
|                 |            |     |      | Árbitra: [[]]    |  |

| octubre de 2025 | Malí | vs. | Cabo Verde | [[]], [[]], [[]] |  |
|                 |      |     |            | Árbitra: [[]]    |  |

| octubre de 2025 | Senegal | vs. | Costa de Marfil | [[]], [[]], [[]] |  |
|                 |         |     |                 | Árbitra: [[]]    |  |

| octubre de 2025 | Costa de Marfil | vs. | Senegal | [[]], [[]], [[]] |  |
|                 |                 |     |         | Árbitra: [[]]    |  |